# Trørød
Trørød est un quartier suburbain de la municipalité de Rudersdal situé à environ vingt kilomètres au nord du centre de Copenhague, au Danemark.

## Géographie
Trørød forme maintenant la partie la plus méridionale de l'agglomération urbaine de Hørsholm. Il est de l'autre côté entouré de terres agricoles ouvertes et des forêts Jægersborg Hegn, Kohave Forest et Trørød Forest.

## Histoire
Le village d'origine a fusionné avec les communautés voisines de Vedbæk et Gammel Holte.